# حشفاوية
الحشفاوية أو اللَّنْتَانَاوِيَّة (الاسم العلمي: Lantaneae) هي قبيلة نباتية تتبع فصيلة اللويزية من رتبة الشفويات.

## أجناس
- لنتانة (باللاتينية: Lantana) وهو الجنس النموذجي لهذه القبيلة.
- لويزة (باللاتينية: Aloysia)